# Ковалинський Віталій Васильович
Віта́лій Васи́льович Ковали́нський  (2 жовтня 1941 , Енгельс, Саратовська область  — 26 жовтня 2019 , Київ ) — український інженер  , історик Києва, письменник, журналіст, завідувач відділу Музею історії міста Києва (1997—2012), головний редактор журналу «Купола».

## Біографія

Меморіальна дошка на фасаді будинку по Георгіївському провулку, 2, де жив письменник з 1964 по 1984 рр.

Народився у евакуації в місті Енгельс Саратовської області у родині військового Василя Уляновича Ковалинського (1907—1989), що з перших днів перебував у діючій армії та Віри Сергіївни Ковалинської (1913—2004).
Після народження Віталія мати з трьома дітьми на руках вирушила у Казахстан. З евакуації родина повернулася 1943 року у Москву, куди перевели на службу і батька.
1948 року Віталій Ковалинський вступив до першого класу 643-ї школи у Москві. По закінченню 3 класів родина переїхала до Львова і Віталій продовжив навчання у львівській школі № 17.
1958 року закінчив середню школу № 17 м. Львова.
1958 року переїхав до Києва. Впродовж 1958—1961 рр. працює на різних роботах у організаціях Головкиївміськбуду. Впродовж 1960—1965 рр. навчається у Київському інженерно-будівельному інституті за спеціальністю «Інженер-будівельник».
У 1967—1996 рр. працював на інженерних та керівних посадах у будівельних організаціях та Міністерстві будівництва України (корпорації «Укрбуд»).
Так, у 1967—1974 рр. працював у Міністерстві монтажних і спеціальних будівельних робіт інженером, згодом начальником відділу Головного виробничо-диспетчерського управління.
1974 р. був призначений заступником керівника трестом «Промтехмонтаж-2».
З 1982 по 1996 роки працював заступником начальника Головного виробничо-розпорядчого управління у Міністерстві будівництва України (корпорації «Укрбуд»).
Одночасно досліджував вітчизняну історію, діяльність видатних історичних особистостей, меценатів та благодійників, краєзнавство. Був одним із керівників секції краєзнавчої літератури Київської організації Добровільного товариства любителів книги, а також клубу «Києвознавець».
Постійно друкуватися почав у 1990 р. в газеті «Рабочее слово». Однак уперше виступив із публікаціями ще 1963 року.
Із червня 1997 р. став працювати в Музеї історії Києва — старшим науковим співробітником, завідувачем відділу (з 1998 р.). Головний редактор журналу «Купола» з 2005 р.
Виступав на теми історії Києва по радіо й телебаченню, брав участь у наукових конференціях та симпозіумах, був заступником голови Клубу любителів книги «Субота у Бегемота» (з 2008 р.).
Є автором або упорядником 30 окремих монографій з історії міста, понад 500 газетних та журнальних публікацій, каталогів та статей у наукових збірниках. Загалом публікації містяться в понад 40 журналах та понад 80 газетах.
Помер 26 жовтня 2019 року в Києві. У 2021 році залишки архіву Ковалинського (слайди, фотоплівки тощо) знайшли на смітнику біля його колишнього житла. Книги з бібліотеки та документи потрапили на ринок «Петрівка». У серпні 2021 року встановлено меморіальну дошку на фасаді будинку по Георгіївському провулку, 2, де жив письменник з 1964 по 1984 рр.

## Публікації
- Меценаты Киева[2] / В. В. Ковалинский (1995 и 1998). (рос.)
- Пушкін в Києві[3] / В. В. Ковалинський (1999). (рос.)
- Андріївський узвіз: путівник[4] / В. В. Ковалинський (2000). (рос.)
- Андріївський узвіз. Путівник / В. В. Ковалинський (2001). (англ.)(рос.)
- Праця та соціальна політика. З історії міністерства[5] / В. В. Ковалинський (2002).
- Київські мініатюри. Книга перша [Архівовано 14 Липня 2014 у Wayback Machine.] / В. В. Ковалинський (2002 та 2006).
- Київські мініатюри. Книга друга [Архівовано 14 Липня 2014 у Wayback Machine.] / В. В. Ковалинський (2003).
- Київські мініатюри. Книга третя [Архівовано 7 Квітня 2014 у Wayback Machine.] / В. В. Ковалинський (2004).
- Київські мініатюри. Книга четверта [Архівовано 20 Жовтня 2013 у Wayback Machine.] / В. В. Ковалинський (2005 та 2015).
- Київські мініатюри. Книга п'ята [Архівовано 6 Липня 2014 у Wayback Machine.] / В. В. Ковалинський (2006).
- Київські мініатюри. Книга шоста [Архівовано 5 Березня 2016 у Wayback Machine.] / В. В. Ковалинський (2007).
- Київські мініатюри. Книга сьома [Архівовано 14 Липня 2014 у Wayback Machine.] / В. В. Ковалинський (2008).
- Київські мініатюри. Книга восьма [Архівовано 5 Березня 2016 у Wayback Machine.] / В. В. Ковалинський (2009).
- Київські мініатюри. Книга дев'ята / В. В. Ковалинський (2009).
- Київські мініатюри. Книга десята / В. В. Ковалинський (2014).
- Київські мініатюри. Книга одинадцята / В. В. Ковалинський (2016).
- Історія Київського зоопарку. 1909—2019 (2019).
- Родина Терещенків [Архівовано 5 Березня 2016 у Wayback Machine.] / В. В. Ковалинський (2003). (рос.)
- Від війта до мера [Архівовано 21 Лютого 2014 у Wayback Machine.] / В. В. Ковалинський та ін. (2003).
- Історія Київського зоопарку [Архівовано 5 Березня 2016 у Wayback Machine.] / В. В. Ковалинський (2009).
- Семен Могилевцев — благодійник землі брянської та київської[6] / В. В. Ковалинський та ін. (2010). (рос.)
- Київські мініатюри. Книга дев'ята [Архівовано 10 Жовтня 2014 у Wayback Machine.] / В. В. Ковалинський та ін. (2011).
- Меценати російської провінції / В. В. Ковалинський (2012). (рос.)
- Київські хроніки. Книга І. Ювілеї 2011 [Архівовано 5 Березня 2016 у Wayback Machine.] / В. В. Ковалинський (2012). (рос.)
- Київські хроніки. Книга II. Ювілеї 2012 / В. В. Ковалинський (2012). (рос.)
- Дулицьке та Безпечна: духовні витоки: зб. іст. нарисів[7] / Віталій Ковалинський, Володимир Перерва, Євген Чернецький. — Біла Церква: О. В. Пшонківський, 2007. — 56 с.
- Спогади про Київ [Архівовано 29 Вересня 2020 у Wayback Machine.] / авт. вступ. ст. В. В. Ковалинський. — Київ: Довіра, 1992. — 52 с.
- Спогади про Київ: календар [Архівовано 15 Квітня 2021 у Wayback Machine.] / Віталій Ковалинський. — Київ: [б. в.], 2008. — 14 с.
- Спогади про Київ: календар [Архівовано 15 Квітня 2021 у Wayback Machine.] / Віталій Ковалинський. — Київ: [б. в.], 2009. — 14 с
- Спогади про Київ: календар [Архівовано 15 Квітня 2021 у Wayback Machine.] / Віталій Ковалинський. — Київ: [б. в.], 2010. — 14 с.
- Спогади про Київ: календар [Архівовано 15 Квітня 2021 у Wayback Machine.] / Віталій Ковалинський. — Київ: [б. в.], 2011. — 14 с.
- Історія Київського зоопарку [Архівовано 4 Грудня 2020 у Wayback Machine.] / Віталій Ковалинський. — Київ: Бізнесполіграф, 2009. — 280 с.
- Обличчя столиці в долях її керівників [Архівовано 12 Жовтня 2013 у Wayback Machine.] / І. Салій ; наук. конс. і ред В. Ковалинський (2008).
- Дещо з родоводу. Пам'ять [Архівовано 5 Березня 2016 у Wayback Machine.] / М. Грузов ; уклад. і ред. В. Ковалинський (2009).
- Меценати Києва: календар [Архівовано 15 Квітня 2021 у Wayback Machine.] / Віталій Ковалинський. — Київ: [б. в.], 2007. — 13 с.
- Спогади про Київ. Градоначальники: календар [Архівовано 15 Квітня 2021 у Wayback Machine.] / Віталій Ковалинський. — Київ: [б. в.], 2012. — 14 с.
- Спогади про Київ. Жінки Києва: календар [Архівовано 15 Квітня 2021 у Wayback Machine.] / Віталій Ковалинський. — Київ: [б. в.], 2013. — 14 с.
- Спогади про Київ. Архітектори Києва: календар [Архівовано 20 Квітня 2021 у Wayback Machine.] / Віталій Ковалинський. — Київ: [б. в.], 2014. — 14 с.
- Дорогами минулого / І. Мащак ; ред. та уклад. В. Ковалинський (2010).
- Каталог виставки києвознавчої літератури з особистих зібрань членів секції краєзнавства Добровільного товариства любителів книги УРСР [Архівовано 19 Вересня 2020 у Wayback Machine.] / Голов. упр. культури Київ. міськради нар. депутатів, Київ. міськ. орг. Добровіл. т-ва любителів книги УРСР ; упоряд. В. В. Ковалінський ; наук. ред. С. І. Білокінь. — Київ: [б. в.], 1982. — 72 с.
- Праця та соціальна політика: З історії міністерства [Архівовано 29 Вересня 2020 у Wayback Machine.] / В. В. Ковалинський, Т. М. Кір'ян. ; М-во праці та соц. політики України, НДІ праці та зайнятості населення. — Київ: Поліграф-Колегіум, 2002. — 288 с.
- Публікації в періодичних виданнях.
- Автор понад 500 публікацій в різних періодичних виданнях. У тому числі щотижневик «2000»[8], «Дзеркало тижня. Україна»[9] та ін.
- 1941-й: Київ, 2008. // Київські мініатюри: зб. докум. нарисів про історію м. Києва / Віталій Ковалинський, ….-. — Кн. 7 : Купола. — (Бібліотека Музею історії міста Києва)[10].
- Міська влада за часів німецької окупації (19 вересня 1941 р. — 5 листопада 1943 р.): Київ, 2004. // Від війта — до мера / Ольга Друг, Віталій Ковалинський, Ольга Мельник, 2004. — С. 49—50[11].
- 1943-й: Київ, 2008. // Київські мініатюри: зб. докум. нарисів про історію м. Києва / Віталій Ковалинський, ….-. — Кн. 7 : Купола. — (Бібліотека Музею історії міста Києва)[12].
- 1941-1943 роки: Київ, 2009 (НБУ ім. Ярослава Мудрого). // Київські мініатюри, 200–. Кн. 8 : Купола. — (Бібліотека Музею історії міста Києва)[13].
- Часи німецької окупації (19 вересня 1941 р. — 5 листопада 1943 р.): Київ, 2008. // Обличчя столиці в долях її керівників / Іван Салій, 2008. — С. 60—66 ; ред. В. Ковалинський[14].
- 1944-1949 роки: Київ, 2009. // Київські мініатюри, 200 — Кн. 8 : Купола. —(Бібліотека Музею історії міста Києва)[15].